# El rayo transmutador
El rayo transmutador est une bande dessinée espagnole appartenant à la franchise Mortadel et Filémon, éditée en 1987.

## Synopsis
Begoña Ponzoña est une honnête femme au foyer qui, après avoir vu ses impôts augmenter, devient folle et décide de semer le chaos dans le monde entier. Elle offre donc à ses enfants des pistolets à rayons transformateurs (parodiant peut-être Bowser de Super Mario). Chaque pistolet possède un rayon transformateur spécifique (l'un transforme les objets en armes, un autre transforme le métal en gelée, un autre transforme les honnêtes gens en voyous...). Mortadel et Filémon doivent capturer leurs enfants.

## Édition
Cette bande dessinée marque le début de la nouvelle phase du magazine Mortadelo des Ediciones B. Elle est ensuite reprise dans la collection Olé avec une couverture sans rapport avec l'histoire. La véritable couverture est celle qui est apparue en Allemagne, mais sans la signature de Francisco Ibáñez.